# Viktor Dundović
Viktor Dundović (Bugojno, 1961.) jest književnik i profesor bosanskog jezika i književnosti iz Bosne i Hercegovine iz Bugojna. Njegov se opus uglavnom bavi rodnim krajem.

## Životopis
Rođen je u Bugojnu. Završivši Bugojansku gimnaziju, 1980. upisuje srpskohrvatski jezik i književnost naroda i narodnosti Jugoslavije na Filozofskom fakultetu u Sarajevu. Iste godine odlazi na odsluženje vojnoga roka. 
Poslije godinu dana vraća se na fakultet i diplomira u veljači 1986. godine. 
Napisao je 14 knjiga posvećenih Bugojnu, zbivanjima u Bugojnu i Bugojancima. Recenzirao i uredio desetine knjiga drugih autora. Predaje bosanski jezik i književnost u Bugojanskoj gimnaziji. Pisao je za časopise Sindikalni izazovi, Snaga sindikata, Prosvjetni list, Glas antifašista, Jin-Jang, Imperijal i mač i dr. Politički je lijevo orijentiran i angažiran te je bio općinskim vijećnikom u tri mandata. Posljednji predsjednik Omladine Bugojna do 1990. godine. 
Amaterski se bavi fotografijom te posljeduje fotoarhivu s preko 2 milijuna umjetničkih i dokumentarnih fotografija. 
Oženjen i ima dva sina. 

## Djela
Objavio je djela:
1. Zlatna knjiga najboljih viceva (književno umjetnička obrada), (2003.)
2. Bugojno Vam priča, I.dio (2005.)
3. Bugojno Vam priča, II.dio (2006.)
4. Bugojno Vam priča, III.dio (2007.)
5. Ratne iskre ljudskosti, (2008.)
6. Bugojanske književne razglednice, (2009.)
7. Bugojanski književni portreti, (2011.)
8. Bugojanski zapisi, (2012.)
9. Novo Bugojno se rađa (2016.)
10. Bugojanske reportaže (2018.)
11. 11. knjiga o Bugojnu (2020.)
12. Bugojanske zavičajne priče (2021.)
13. Još ponešto iz Bugojna (2022.)
14. Naše Bugojno (2023.).

Prikupio je, obradio i izdao 8 zbirki poezije bugojanskih gimnazijalaca (1999. – 2018.).

## Vanjske poveznice
- Bugojno danas Piše Viktor Dundović: Bugojanski karneval, 11. veljače 2018.